# James MacKenzie

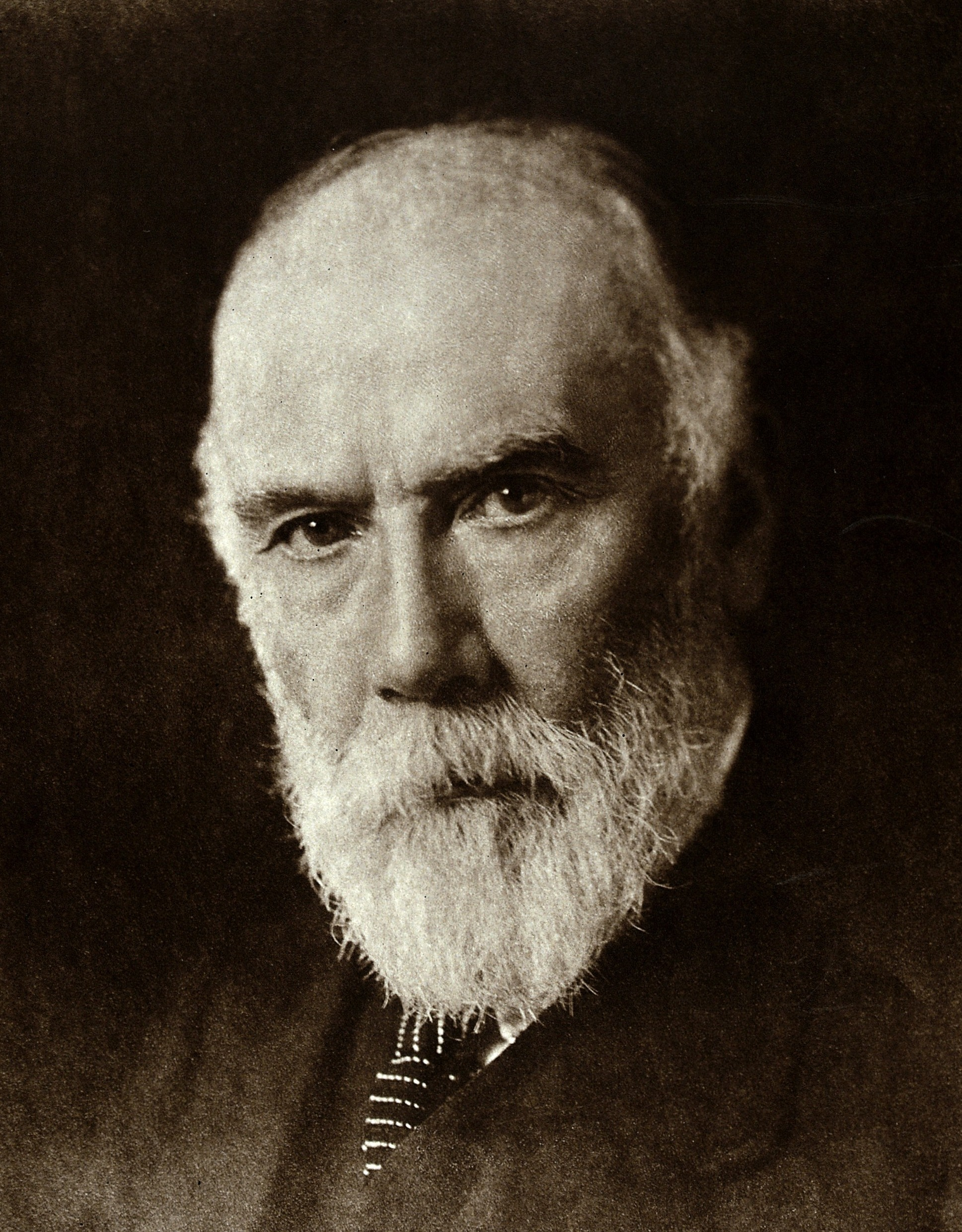
James MacKenzie

James MacKenzie (Pickstonhill Farm (Scone), 12 april 1853 – Londen, 26 januari 1925) was een Schotse arts. Hij interesseerde zich met name voor cardiologie en in mindere mate voor neurologie en pijnmechanismen.
MacKenzie bemerkte in 1890 dat hartkamers in de verkeerde volgorde konden kloppen door zijn ontdekking van extra systolen, hoewel dit pas algemeen geaccepteerd werd toen professor Cushny dit in een demonstratie aantoonde.

## Persoonlijk
MacKenzie trouwde in 1887 met Frances Jackson. Samen kregen ze twee dochters: Dorothy (1888) en Jean (1893). MacKenzie leed jarenlang aan angina pectoris. Op zijn verzoek werd zijn hart na zijn dood naar de anatomie-afdeling van de Universiteit van St.Andrews gebracht.

## Erkenning
MacKenzie werd in 1915 verkozen tot Fellow of the Royal Society en geridderd. Drie posities aan Britse universiteiten zijn naar hem vernoemd.